# Chikako Nakamori
Chikako Nakamori –en japonés, 中森智佳子, Nakamori Chikako– (11 de abril de 1967) es una deportista japonesa que compitió en natación. Ganó una medalla de plata en el Campeonato Pan-Pacífico de Natación de 1989, en la prueba de 4 × 200 m libre.

## Palmarés internacional
| Campeonato Pan-Pacífico | Campeonato Pan-Pacífico | Campeonato Pan-Pacífico | Campeonato Pan-Pacífico |
| Año                     | Lugar                   | Medalla                 | Prueba                  |
| ----------------------- | ----------------------- | ----------------------- | ----------------------- |
| 1989                    | Tokio (Japón)           | Medalla de plata        | 4 × 200 m libre         |